# Mitra (mythologie)
Pour le dieu indo-iranien à l'origine du  mithraïsme, voir Mithra.
Pour les articles homonymes, voir Mitra.
 (janvier 2014).
Si vous disposez d'ouvrages ou d'articles de référence ou si vous connaissez des sites web de qualité traitant du thème abordé ici, merci de compléter l'article en donnant les références utiles à sa vérifiabilité et en les liant à la section « Notes et références ».
Mitra (मित्र) est originellement l'un des dieux souverains des Indo-Iraniens au côté de Varuna. Il est un des Adityas c'est-à-dire un gardien de l'ordre divin dans la littérature védique avec Varuna, Indra et les Nasatya ou Ashvins. Il a progressivement disparu avec l'hindouisme au profit de la Trimurti (Brahma, Shiva et Vishnou), qui héritera de plusieurs de ses caractéristiques. 

## Origine
Mitra est une divinité indo-iranienne. 
Selon les travaux de Georges Dumézil, les dieux Mitra et Varuna (Contrat et Serment) forment un couple dans le panthéon indo-iranien. Ils sont les représentants de la fonction souveraine et à Mitra-Contrat revient la souveraineté juridique, Varuna disposant de la souveraineté magique. Tous deux ont pour fonction de veiller sur la vérité et sur le cours du monde. L’interprétation de Dumézil a été acceptée par plusieurs spécialistes du domaine iranien, notamment Jacques Duchesne-Guillemin et Geo Widengren, mais rejetée ou ignorée par d’autres et pour la plupart les Iranistes se sont détournés de ses théories depuis sa mort.

## Dans leVeda
Mitra est l'objet d'un seul hymne du Rig Veda (3.59) : 

« On l’appelle Mitra car il fait s'arroyer les gens,

lui qui supporte le Ciel et la Terre !

Il scrute sans cligner nos établissements :

à Mitra, versez l'oblation de beurre !

Qu'il soit le premier, et pourvu de biens, le mortel
 
qui œuvre pour toi, Mitra Āditya, selon son vœu !

On ne le tue, ni ne le moleste, celui que tu assistes :

le malheur ne l'atteint, ni de près, ni de loin !

Sains, et nous enivrant de l'offrande,

fermement installés sur la Terre,

habitant le vœu de Mitra Āditya,

puissions-nous demeurer en sa Bonne Faveur !

Le voici l'Adorable, le Bienveillant,

le Souverain ! Il est né le Seigneur !

Puissions-nous demeurer en la Bonne Faveur,

en la Sainte Bienveillance du Dieu que l'on célèbre !

Le Grand Āditya que l'on honore avec respect,

il fait s'arroyer nos gens, lui qui veille sur son Chantre !

À Mitra, le plus digne d'honneur,

versez au feu l'offrande que voici !

Du Dieu Mitra qui prend soin de ses peuples,
 
la grâce assure, en don céleste,

le plus brillant des renoms !

De sa majesté Mitra
 
a dépassé le Ciel ; immense

il a dépassé la Terre, de par son renom ;

C'est vers Mitra que les cinq races gouvernent,

vers le Dieu dont l'appui est si fort !

Il a la charge de tous les Dieux.

Mitra, chez les Dieux, chez les humains,

a créé pour cet homme qui étend la jonchée

des jouissances répondant à ses vœux. »

Hymne à Mitra, Rig Veda 3.59

## Liens avec Mithra
Un Mithra est également connu en Iran, où il est devenu une divinité du panthéon mazdéen.